# Ypiranga Clube (Macapá)
Der Ypiranga Clube, in der Regel nur kurz Ypiranga genannt, ist ein Fußballverein aus Macapá im brasilianischen Bundesstaat Amapá.
Aktuell spielt der Verein in der vierten brasilianischen Liga, der Série D.

## Erfolge
Männer:
- Staatsmeisterschaft von Amapá: 1992, 1994, 1997, 1999, 2002, 2003, 2004, 2018, 2020
- Staatsmeisterschaft von Amapá – 2nd Division: 1964, 1987

Frauen:
- Staatsmeisterschaft von Amapá: 2021, 2023, 2024

## Stadion

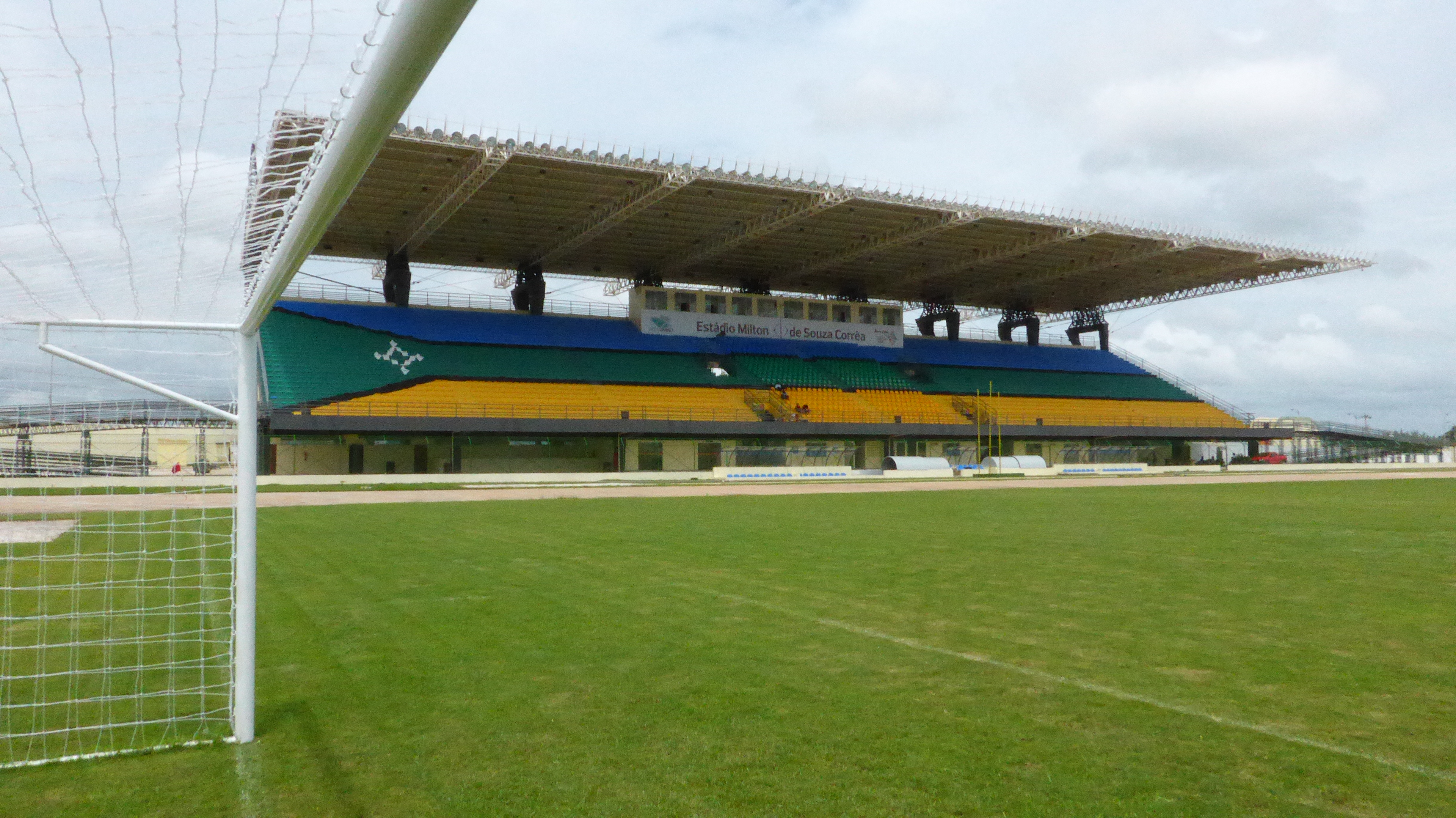
Estádio Milton Corrêa

Der Verein trägt seine Heimspiele im Estádio Milton Corrêa, ehemals Estádio Ayrton Senna, auch unter dem Namen Zerão bekannt, in Macapá aus. Das Stadion hat ein Fassungsvermögen von 13.680 Personen.

## Trainerchronik
Stand: 28. Juni 2021
| Trainer     | Nation    | von              | bis           |
| ----------- | --------- | ---------------- | ------------- |
| Lecheva     | Brasilien | 7. Dezember 2018 | 6. April 2019 |
| Vitor Jaime | Brasilien | 9. Januar 2020   | heute         |